# Francis William Bird Park
Der Francis William Bird Park ist ein 89 Acres (36 ha) großer Park in Walpole im Bundesstaat Massachusetts der Vereinigten Staaten. Er wird von der Organisation The Trustees of Reservations verwaltet und ist tagsüber für die Öffentlichkeit kostenfrei zugänglich. Der Name des Parks bezeichnet jedoch keinen Vogelpark, wie es die naheliegende Übersetzung von Bird zunächst vermuten lässt, sondern geht auf seinen Erbauer Charles Sumner Bird, Sr. zurück.

## Geschichte
Der Park wurde im Jahr 1925 vom Industriellen Charles Sumner Bird, Sr. und seiner Frau Anna als Naherholungsgebiet für die Arbeiter der umliegenden Fabriken eingerichtet. Sie gaben dem Park den Namen ihres Sohns Francis William Bird (1888–1918), der im Alter von 30 Jahren an der Spanischen Grippe gestorben war. Zur Gestaltung des Parks beauftragten sie John Nolen, der Zeitgenosse von Charles Eliot und Protegé von Frederick Law Olmsted war. Seine Vision der Parkgestaltung beschrieb er als einen „Platz zum Atmen - eine Kombination aus weiten, sonnendurchfluteten und mit schattigen Lichtungen durchsetzten Grünflächen sowie mit hohen Bäumen bewachsenen Hügeln; all dies zur Musik eines murmelnden Baches“. Der Francis William Park Trust schenkte den Park im Jahr 2003 den Trustees zur weiteren Verwaltung.

## Schutzgebiet
Bis zum Erwerb des Geländes durch die Trustees wurde der Park durch den Francis William Park Trust verwaltet und unterlag keinen besonderen Schutzbestimmungen. Die Trustees erklärten ihn 2003 zum Schutzgebiet, nahmen schrittweise Instandsetzungen und Modernisierungen vor und erließen Nutzungsbedingungen für die Besucher, die auch eine umfangreiche Liste von Verboten beinhalten.
Insgesamt stehen auf dem Parkgelände 3 mi (4,8 km) an Wanderwegen zur Verfügung. Der Park ist so ausgelegt, dass er zugleich zur Erholung und zu Aktivitäten einlädt – insbesondere können Spielplätze, Tennisplätze, Basketballfelder sowie ein kleiner Badesee genutzt werden. Bei den Pflanzen dominiert der Rot-Ahorn, jedoch gibt es auch Weymouth-Kiefern, Roteichen, Amerikanische Weiß-Eichen, Gelb-Birken und Kanadische Hemlocktannen zu sehen.